# سنغبن
سنغبن هي قرية في مقاطعة طالقان، إيران. عدد سكان هذه القرية هو 421 في سنة 2006.